# Batalla de Hafrsfjord
La batalla de Hafrsfjord ha sido tradicionalmente identificada como la confrontación decisiva en la cual Noruega occidental fue unificada por primera vez bajo un único monarca. Los historiadores emplazan el conflicto cerca de Stavanger, entre los años 872 y 900. Las únicas fuentes sobre los acontecimientos proceden de sagas islandesas y fueron escritas doscientos años más tarde, pero en general unas y otras coinciden en los aspectos más importantes.

## Importancia
Aunque muchos investigadores tienden a referenciar la unificación noruega como un proceso de los últimos siglos, más que un hecho histórico como resultado de una batalla, la batalla de Hafrsfjord ha ocupado un lugar destacado en la imaginación popular de Noruega. Fue el resultado del deseo del rey Harald I de Noruega de convertirse en único soberano de Noruega. La batalla bien pudo haber sido el mayor conflicto de aquel periodo y permaneció como el más grande durante mucho tiempo.
Siempre se ha manifestado como la batalla decisiva para la unificación de Noruega. Según la saga de Snorri Sturluson, el rey Harald controlaba grandes extensiones de territorio noruego en el sureste del país antes de la batalla; pero otras fuentes citan que esos mismos territorios permanecían bajo la soberanía del rey de Dinamarca. Con la batalla de Hafrsfjord finaliza la oposición beligerante de la Noruega suroccidental (principalmente Rogaland, pero también caudillos del área de Sognefjord). La victoria hizo posible que el rey Harald subyugara el país y cobrara impuestos de gran parte del territorio. Los historiadores le reconocieron más tarde como el primer monarca legítimo de Noruega. Muchos de los caudillos vikingos derrotados que no aceptaron la autoridad de Harald, emigraron hacia Islandia.
También es una batalla relevante en la información sobre estrategia militar del combate cuerpo a cuerpo entre vikingos, donde aparecen los berserkers como fuerzas de élite del rey Harald, aquellos que «ningún hierro podía herirlos, y cuando ellos cargaban, nada se mantenía en pie».

## Cronología
La fecha que tradicionalmente se asigna a la batalla es el año 872, pero es una invención del siglo XIX. La fecha exacta es desconocida por la falta de fuentes fiables y porque el calendario cristiano todavía no se había introducido en Escandinavia. Las sagas solo mencionan la cantidad de inviernos que han pasado desde un evento en particular.
En la década de 1830, el historiador Rudolf Keyser calculó el número de años desde la batalla de Svolder (año 1000 d. C.) según Heimskringla, fechando la batalla hacia el año 872. La cronología de Keyser fue popularizada por los trabajos del historiador Peter Andreas Munch, y en aquel tiempo sin oposición a afirmaciones tan arriesgadas y bajo parámetros de hechos consumados, fue elegida la fecha para conmemorar el aniversario de la unificación en 1872. En la década de 1920 y usando el mismo método de Keyser, pero de una forma crítica sobre la fiabilidad de las sagas, el historiador Halvdan Koht fechó la batalla «alrededor del año 900», y durante los siguientes cincuenta años fue citada por muchos investigadores como la más acertada. En 1970, la historiadora islandesa Ólafia Einarsdóttir concluyó que la batalla tuvo lugar entre 870 y 875. No obstante, es un tema en continua disputa, aunque la mayoría de investigadores aceptan que la batalla tuvo lugar en la década de 880.

## Monumentos
El monumento nacional de Haraldshaugen fue erigido en 1872 para conmemorar la batalla de Hafrsfjord. En 1983, otro monumento diseñado por Fritz Røed y símbolo nacional conocido como Sverd i fjell (las espadas en la roca) fue erigido en el suburbio de Madla, una barriada de la ciudad de Stavanger en el condado de Rogaland, Noruega.